# 哈尔滨公交132路
哈尔滨公交132路是哈尔滨公交的一条线路，由道外区滨江新城公交首末站到道里区星光耀公交首末站，全程18.7公里。本路线由哈尔滨公交113路拆分后形成，本路线自南极市场至民生尚都段便为哈尔滨公交113路的西段和中段在2016年4月6日拆分之前的原有走向。

## 历史
- 本路线早在2015年9月便有自哈尔滨公交113路拆分形成的计划，但初期规划路线走向与实际路线走向有较多不同[1]。而本路线的初期规划走向在后来则实际被哈尔滨公交136路所使用。
- 2016年4月6日，路线开通，路线自滨江新城公交首末站至民生尚都。使用曾用于哈尔滨公交113路的黄海DD6126B12型后置燃气公交车，配车15辆，由哈尔滨交通集团公共交通有限公司负责运营，票价为1元一票制[2]。
- 2017年3月，增添5辆曾用于哈尔滨公交106路的黄海DD6118S27型后置燃气空调公交车，此时132路配车20辆。同时在高峰期加密发车班次[3]。
- 2017年4月28日，因雨阳公园停车场无法满足132路的公交车辆停放需求，132路的公交车辆改为在星光耀停车场存放。同时路线延伸至星光耀公交首末站[4]。

## 车站一览
| 序号 | 車站名稱                         | 公路大桥方向 位置（下行） | 禧龙陶瓷大市场方向 位置（上行） | 换乘轨道交通 |
| ---- | -------------------------------- | ------------------------- | ------------------------------- | ------------ |
| 1    | 滨江新城公交首末站               | 滨江街/南十六道街         | 滨江街/南十六道街               |              |
| 2    | 滨江站                           | 滨江街/南七道街           | 滨江街/三育街                   | 滨江站       |
| 3    | 南极街                           | 南极街/承德街             | 南极街/承德街                   |              |
| 4    | 南极市场                         | 南极街/南平街             | 南极街/南和街                   |              |
| 5    | 南马路                           | 南马路/东内史胡同         | 南马路/东开原街                 |              |
| 6    | 市一院                           | 地段街                    |                                 |              |
| 7    | 兆麟公园                         | 森林街/兆麟街             |                                 |              |
| 8    | 买卖街                           |                           | 石头道街/买卖街                 |              |
| 9    | 兆麟街（联升广场）               |                           | 石头道街/兆麟街                 |              |
| 10   | 中国人寿保险公司（道里七道街）   |                           | 尚志大街/东七道街/西七道街      |              |
| 11   | 中央大街                         | 西五道街/尚志大街         | 上游街                          |              |
| 12   | 红霞街                           | 红霞街/通江街             |                                 |              |
| 13   | 东风街                           | 高谊街/东风街             |                                 |              |
| 14   | 经纬九道街                       | 经纬九道街/经纬街         |                                 |              |
| 15   | 上游街                           |                           | 通江街/上游街                   |              |
| 16   | 通江街                           |                           | 通江街/东风街                   |              |
| 17   | 经纬八道街                       |                           | 经纬八道街/经纬街               |              |
| 18   | 安隆街                           | 安隆街/安丰街             | 安隆街/安丰街                   |              |
| 19   | 安松街                           | 安隆街/安松街/安康街      | 安隆街/安松街/安康街            |              |
| 20   | 安升街                           | 安升街/安定街             | 安松街/安定街                   |              |
| 21   | 安广街                           | 安国街/正义街             | 安国街/安广街                   |              |
| 22   | 安和街                           | 安国街/安和街             | 安国街/安信街                   |              |
| 23   | 建国街                           | 建国街/共乐西头道街       | 建国街/阳明街                   |              |
| 23   | 建国公园                         | 建国街/松树街             | 建国街/松树街                   |              |
| 25   | 市中医医院                       | 建国街/康安路             | 建国街                          |              |
| 26   | 顾乡                             | 顾乡大街/乡政街           | 顾乡大街/乡政街                 |              |
| 27   | 十四中学                         | 顾乡大街/跃进街           | 顾乡大街/工农大街/上江街/职工街 |              |
| 28   | 武警指挥学校                     | 工农大街                  | 工农大街                        |              |
| 29   | 省五院                           | 工农大街                  | 工农大街                        |              |
| 30   | 工农大街（兴江路路口）           | 工农大街                  | 工农大街                        |              |
| 31   | 工农大街（丽江路路口）           | 工农大街/丽江路           | 工农大街/丽江路                 |              |
| 32   | 四方台大道（兴顺街）             | 四方台大道                | 四方台大道                      |              |
| 33   | 宏达公司                         | 四方台大道                | 四方台大道                      |              |
| 34   | 宏达驾校                         | 四方台大道                | 四方台大道                      |              |
| 35   | 新三中                           | 四方台大道                | 四方台大道                      |              |
| 36   | 哈尔滨轻工业学校                 | 四方台大道/朗江路         | 四方台大道/朗江路               |              |
| 37   | 宜居家园                         | 四方台大道                | 四方台大道                      |              |
| 38   | 民生尚都                         | 四方台大道/崂山路         | 四方台大道/崂山路               |              |
| 39   | 市保障房安置中心（民生尚都怡园） | 崂山路                    | 崂山路                          |              |
| 40   | 民生尚都东区                     | 群力第六大道              | 群力第六大道                    |              |
| 41   | 群力第二大道与阳明滩大桥交口     | 阳明滩大道                |                                 |              |
| 42   | 群力第六大道（阳明滩大桥路口）   |                           | 群力第六大道                    |              |
| 43   | 朗江路（群力第六大道路口）       |                           | 朗江路/群力第六大道             |              |
| 44   | 保利上城小区                     |                           | 朗江路                          |              |
| 45   | 群力大道（朗江路路口）           |                           | 朗江路/群力大道                 |              |
| 46   | 星光耀公交首末站                 | 群力第二大道              | 群力第二大道                    |              |